# Grand Prix du Pays de Montbéliard
Le Grand Prix du Pays de Montbéliard Agglomération est une course cycliste française disputée le jeudi de l'Ascension près de Montbéliard, dans le département du Doubs. Créée en 2011, la course est organisée par le CC Étupes, un club amateur réputé. Elle est remplacée en 2020 par le Tour du Pays de Montbéliard, une course par étapes toujours organisée par le CC Étupes.
Durant son existence, cette compétition fait partie du calendrier national de la Fédération française de cyclisme. Elle figure également au programme de la Coupe de France DN1 à partir de 2017.

## Histoire
L'édition 2014 est commune au championnat régional de Franche-Comté sur route.

## Palmarès
| Année | Vainqueur                   | Deuxième               | Troisième                   |
| ----- | --------------------------- | ---------------------- | --------------------------- |
| 2011  | Anthony Buhler              | Marcus Johansson       | Sten Sarv                   |
| 2012  | Pierre Bonnet               | Mathieu Chiocca        | Clément Brossais            |
| 2013  | Melvin Rullière             | Adil Barbari           | Alexandre Gaspari           |
| 2014  | Fabien Doubey               | Pierre Bonnet          | Guillaume Martin            |
| 2015  | Édouard Lauber              | Guillaume Martin       | José Luis Rodríguez Aguilar |
| 2016  | José Luis Rodríguez Aguilar | Émilien Viennet        | Pierre Idjouadiene          |
| 2017, | Cyrille Patoux              | Fabien Schmidt         | Jayson Rousseau             |
| 2018, | Clément Carisey             | Aurélien Paret-Peintre | Victor Lafay                |
| 2019  | Eddy Finé                   | Florian Maitre         | David Rivière               |